# Vespa-lojeira
Agelaia multipicta é uma vespa  altamente eusociais, com comportamento fundador de enxames, que vive no México, Argentina, Trinidad e sul do Brasil. Elas aninham-se em cavidades naturais, tais como árvores ocas e de forma agressiva defende o ninho de formigas, que são predadores de ninhada. Os trabalhadores e rainhas são morfologicamente distinto pelo desenvolvimento ovário, bem como características externas, tais como um maior pecíolo e a porção posterior bulbosa na rainha. Como outras espécies de vespa carniceiras (necrophagous), A. multipicta desempenha o papel de eliminação no ecossistema. Agelaia multipicta foi descrita pelo Irlandês entomologista Alexander Henry Haliday , em 1836.

## Descrição
A  chave taxonômica de James Carpenter descreve as características desta espécie, como a "asa traseira com lóbulo jugal normal, não reduzida", e que a cabeça tem presente uma carina occipital. Além disso, em A. multipicta, Carpenter nota o "pronotum sem uma sinuosa carena" e o "corpo sem máculas pálidas, cutícula parcialmente azulada ou inteiramente amarelada com alguns reflexos azulados; cabeça em vista lateral com têmpera tão larga ou mais larga que olho no seio ocular"
A rainha e as castas operárias diferem significativamente em aparência e desenvolvimento ovariano, refletindo suas distintas funções biológicas. Os trabalhadores não reprodutivos reduziram ovários e coloração marrom da tíbia média e da face entre as inserções das antenas. Rainhas têm um pecíolo e porção posterior bulbosa  maior e mais peludo e o médio da tíbia e face amarelo.

## Distribuição
A. multipicta é encontrada no México, Argentina, Trinidad e Sul do Brasil. Geralmente, seus ninhos são observados na floresta e em área rural. Isso pode estar relacionado com a tendência de A. multipicta de usar cavidades naturais, como locais de construção de ninhos que podem ser menos prevalentes em áreas urbanas.
A. multipicta é a mais abundante espécie de vespa em Matão, no estado de São Paulo, Brasil, uma área bem preservada que tem pouca variedade de espécies vespa. A área é rodeada por pomares de culturas citrinas. Em um estudo sobre de fragmentação florestal não houve forte tendência na habitação da A. multipicta  relativamente ao tipo de habitat, isto é provavelmente devido à sua natureza generalista.

## Estrutura do ninho
Como outras vespas na tribo Epiponini, A. multipicta cria uma exposto, único pente ninho, anexado com uma ampla pedicel para o seu substrato. Ninhos da A. multipicta são expostos no sentido de que eles não são rodeados por um envelope. No entanto, o ninho geralmente ocorre em espaços que são, naturalmente fechados, como ocos de árvores e buracos no chão. Estas estruturas naturais podem estar preenchendo o papel protetor, geralmente preenchidas por um invólucro. Os  favos podem ser irregular, nem sempre paralelos, e as células em alguns achados são de 3.0 mm de largura a 9,0 mm de profundidade. A variedade de arquitetura de ninhos e localização observada em A. multipicta é acreditado refletir a sua adaptabilidade às variações de tipos de cavidade em espaços presentes no ambiente natural.

## Comportamento

### Defesa
Comportamento da A. multipicta parece ser fisicamente oposta à influência química. Indivíduos da grupo A. multipicta exibem agressão contra alguns, mas não todos os coespecíficos encontrados em uma fonte de alimento, possivelmente indicando a capacidade de reconhecer companheiros de ninho. Esta espécie utiliza comportamentos agressivos para combater as formigas tentando atacar a ninhada. Vespas com comportamento de enxame, incluindo A. multipicta, desenvolveram uma diferente estratégia de defesa contra formigas de espécies com bases independentes, que utilizam repelentes químicos. Enxame fundadores confiam na vigilância dos trabalhadores na superfície do ninho para evitar que as formigas cheguem a ninhada. As trabalhadoras removem imediatamente as formigas do ninho, direcionando as rajada de vento através da vibração das asas. Se não conseguir derrubar a formiga, a trabalhadora, em seguida, lança a formiga fora do ninho com as suas mandíbulas. A. multipicta mantém uma 6º esternal glândula que segrega repelente químico de  formiga independente em espécies fundadoras. É desconhecida se a função química da glândula é mantida em A. multipicta. Além disso, não foi observada a utilização de produtos químicos ou qualquer outra forma de comunicação entre vespas da espécie, enquanto forrageamento de carniça.

### Alimentação de carniça
Operárias de diferentes colônias tem sido observadas no mesmo local de alimentação, sugerindo que os territórios de forrageamento de colônias se sobrepõem. A competição de simétrica completa parece ser a principal estratégia de forrageamento utilizados por esta espécie. A. multipicta é um grande predador de ovos de opiliones Acutisoma proximum, apesar das tentativas de proteção materna por esta espécie. Estas vespas que se alimentam de carniça de vertebrados, bem como das larvas de moscas crescendo sobre ela. Isso torna A. multipicta tanto um predador e um necrófago
mas as vespas preferem carcaças frescas com mais carne, ao contrário de carcaças mais decompostas com mais moscas, sugerindo que a predação pode não ser o seu principal modo de obtenção de recursos alimentares.

## Relacionamento da rainha
Rainhas de A. multipicta são altamente relacionadas, uma condição chamada de oligoginia. Embora oligoginia não tenha sido diretamente estudada para esta espécie, um caso semelhante de alta grau de parentesco com rainha em uma espécie de enxameação de múltiplas rainhas, Polybia emaciata, apoia a hipótese de oligoginia cíclica. Esta hipótese implica que o número de rainhas diminui à medida que as colônias envelhecem, tornando as futuras rainhas mais relacionadas umas com as outras. Oligoginia cíclica pode estar influenciando o relacionamento de rainhas A. multipicta, mas isso requer investigação científica de espécies específicas.

## A predação
Apesar de sua capacidade de picar, ninhos de vespa do neotrópico são atacados por uma variedade de espécies, incluindo aves, morcegos, e macacos capuchinhos. No Brasil, Galbula ruficauda é um predador aviário que tem sido visto atacando A. multipicta quando isolada do ninho, como quando em forrageamento. No entanto, aredita-se ser relativamente incomum para animais atacar vespas solitárias.

## Funções em decomposição
A. multipicta e outras vespas desempenham um papel importante no processo decomposição, fazendo buracos e escoriações na carniça que permitem que outras espécies tenham acesso para comer os mortos. No entanto, atacando larvas de moscas presentes na carniça, eles estão esgotando outras populações, que estão contribuindo para a decomposição. No entanto, porque demonstrada a preferência desta espécie por carniça fresca, que tem menos de moscas e larvas da mosca e mais carne, o papel da A. multipicta provável que leva a uma maior decomposição geral.